# مقاطعة روبرتسون (تكساس)
مقاطعة روبرتسون (بالإنجليزية: Robertson  County)‏ هي إحدى المقاطعات في ولاية تكساس، الولايات المتحدة الأمريكية.